# Полянская, Екатерина Владимировна
Екатерина Владимировна Полянская — русская поэтесса, переводчица с польского и сербского языков. Родилась и проживает в Санкт-Петербурге. В 1992 году окончила Санкт-Петербургский Государственный Медицинский Университет им И. П. Павлова. С 1993 по 2008 г. работала в НИИ травматологии и ортопедии им. Р. Р. Вредена. Член Союза Писателей России с 2002 г. Переводилась на польский, болгарский, японский, английский, сербский и чешский языки.